# Tallberg (adelsätt)
Tallberg var en ätt adlad 1631, men där endast en av flera sonsöner till den först adlade introducerades på Riddarhuset på nummer 1757 år 1723. Den introducerade grenen utslocknade 1822. Icke introducerade grenar av ätten fortlevde i Sverige och Finland in på 1800-talet, men det är osäkert om de fortfarande existerar.